# Valentina Toro
Valentina Ivanina Toro Meneses (Santiago, 17 de febrero de 2000)es una karateka y medallista chilena, además de personalidad de redes sociales. Fue campeona mundial en el Campeonato Mundial de Karate sub-21 de 2019, medallista de oro en los Juegos Panamericanos de 2023 y campeona de la Premier League en 2024, todo en la categoría 55 kg. En 2025 obtuvo la medalla de oro en la Premier League de Rabat, Marruecos, lo que la dejó 5ta a nivel mundial en su disciplina.
Además de deportista de alto rendimiento, es Licenciada en Ingeniería Civil Industrial de la Universidad de Santiago de Chile.

## Carrera deportiva
En 2019 se consagró como campeona mundial de su disciplina en el Mundial de Karate sub-21 de Santiago.
En junio de 2021, compitió en el Torneo de Clasificación Olímpica Mundial en París, Francia, con la esperanza de clasificar para los Juegos Olímpicos de Verano de 2020 en Tokio, Japón.  En noviembre de 2021 compitió en el Campeonato Mundial de Karate 2021 celebrado en Dubái, Emiratos Árabes Unidos. Ganó la medalla de oro en los Juegos Sudamericanos 2022 celebrados en Asunción, Paraguay,  donde fue una de las abanderadas de Chile durante la ceremonia inaugural. Ese mismo año, ganó la medalla de oro en los Juegos Bolivarianos celebrados en Valledupar, Colombia. 
En noviembre de 2023 ganó la medalla de oro en los Juegos Panamericanos de 2023 en su categoría 55 kg, superando por 8-0 a su rival Baurelys Torres, de Cuba.
En abril de 2024, venció a la griega María Stoli en la final de la Premier League en El Cairo en la categoría 55 kg.
En junio de 2025 obtuvo la medalla de oro en la Premier League de Marruecos, derrotando a la taiwanesa Ku Tsui-Ping por 3-1 en la categoría -55 kilos. Es la tercera medalla de oro que  obtiene en una Premier League, además, dos preseas de plata y una bronce.